# Koerdische Opperste Commissie
De Koerdische Opperste Commissie (Koerdisch: Desteya Bilind a Kurd, DBK) was van 2012 tot 2013 een Koerdisch zelfverklaard bestuursorgaan in de Autonome Regio Noord- en Oost-Syrië (Rojava). De commissie viel na een jaar uit elkaar door slecht functioneren, onenigheid en wantrouwen tussen de partijen.

## Geschiedenis
De Koerdische Opperste Commissie werd opgericht door de Democratische Uniepartij (PYD) en de Koerdische Nationale Raad (KNC) met de ondertekening van een samenwerkingsovereenkomst tussen beide partijen op 11 juni 2012 in Erbil in Iraaks-Koerdistan, met steun van de Iraaks-Koerdische president Massoud Barzani. Het bestuur bestond uit twintig leden, gelijk verdeeld over de PYD en KNC.
De PYD en KNC vulden met de DBK op vreedzame wijze het machtsvacuüm dat het terugtrekkende Syrische leger medio 2012 tijdens de Syrische Burgeroorlog had achtergelaten. Het claimde autonoom zelfbestuur op basis van de Koerdische etniciteit van de bevolking. De samenwerking werd in juli uitgebreid met gezamenlijke veiligheidscomités en ongewapende eenheden ter verdediging van de bevolking. Ook werd een militaire macht opgericht die alle gewapende groepen in Syrisch Koerdistan verenigde. Deze bestond uit de Volksbeschermingseenheden (YPG) en de Vrouwelijke Volksbeschermingseenheden (YPJ), aangevuld met de Asayish-politiemacht.
De PYD vergrootte in 2013 haar invloed en controle in de door Koerden bevolkte regio's van Noord-Syrië, via haar koepelorganisatie Beweging voor een Democratische Maatschappij (Koerdisch: Tevgera Civaka Demokratîk, TEV-DEM). Slechte afspraken bij de oprichting van de DBK, onenigheid en diep wantrouwen tussen de partijen, en de teleurstellende vertegenwoordiging op het internationale toneel leidden binnen een jaar na haar oprichting tot de desintegratie van het orgaan. Toen de PYD in november 2013 in drie kantons van Rojava via de TEV-DEM een eigen interim-bestuur opzette, raakten de relaties tussen de Koerdische partijen in Rojava definitief verstoord en trok de KNC zich terug uit het bestuur, waarmee de DBK ophield te functioneren.